# Vojtěch Pikal

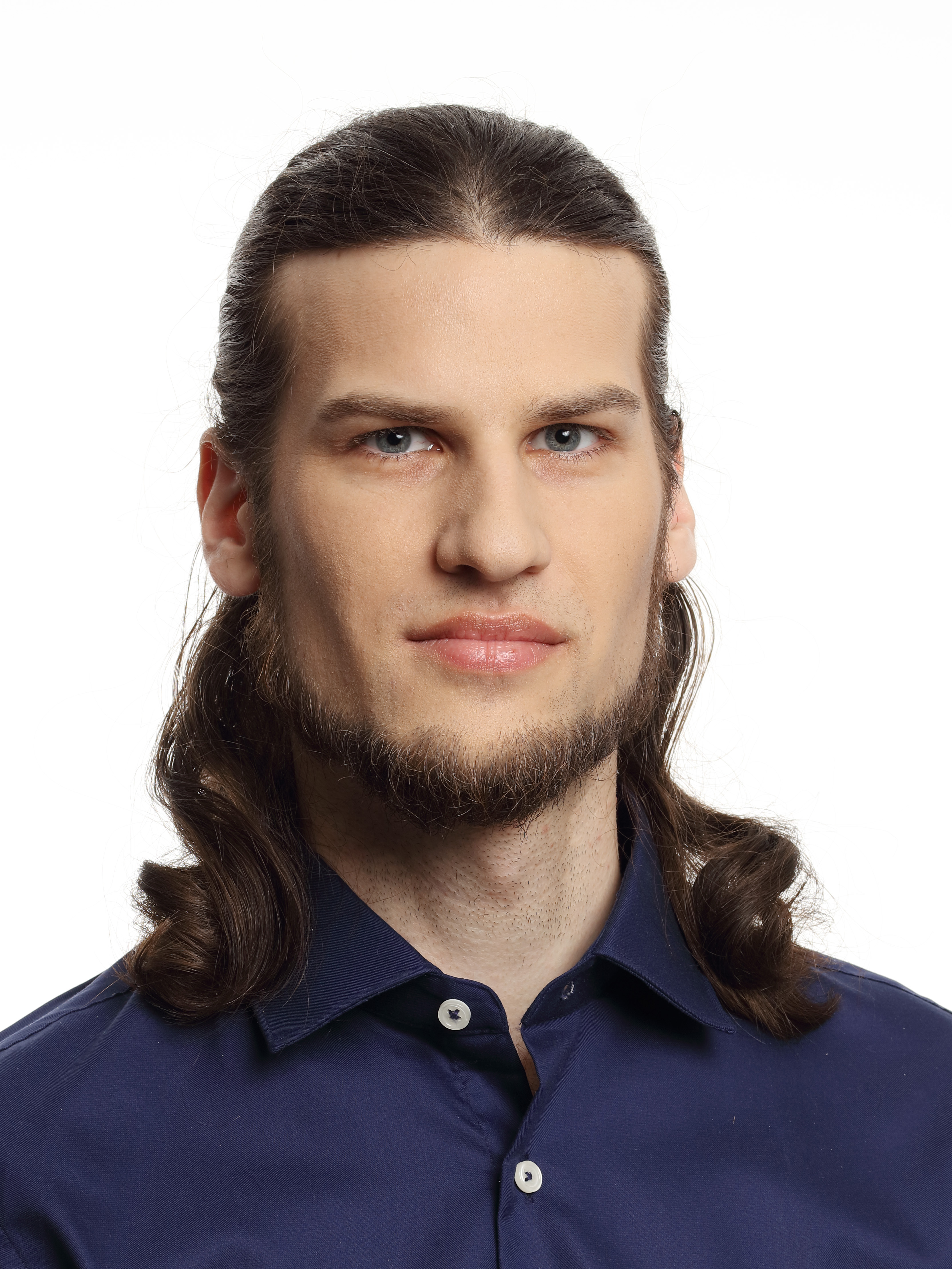
Vojtěch Pikal (2017)

Vojtěch Pikal (* 19. Februar 1987 in Olmütz) ist ein tschechischer Politiker der Česká pirátská strana (ČPS). Er war 2010/2011 Ko-Vorsitzender des internationalen Dachverbands der Piratenparteien (Pirate Parties International (PPI)).

## Ausbildung
Pikal machte das Abitur auf dem Slovanské Gymnázium Olomouc (deutsch: Slawisches Gymnasium Olmütz) in seiner Heimatstadt und studierte im Anschluss Informatik an der Palacký-Universität Olmütz, zunächst mit Bachelorabschluss. Derzeit befindet er sich im Masterstudium Informatik und Mathematik. Nebenbei arbeitet er als Softwareentwickler.

## Politisches Wirken
Seit Februar 2012 ist Pikal Mitglied tschechischen Piratenpartei ČPS. Von 2013 bis 2014 war er neben Grégory Engels von der Piratenpartei Deutschland Co-Vorsitzender des internationalen Dachverbandes der Piratenparteien PPI.
Pikal ist auch Gründungsmitglied und Schatzmeister in der Jugendorganisation Mladí Piráti (deutsch: Junge Piraten).
Er kandidierte im Mai 2014 auf Platz 4 der Parteiliste bei der Europawahl. Die Partei erzielte aber nicht die erforderliche Anzahl an Wählerstimmen.